# Кулебакский благочиннический округ
Кулебакский благочиннический округ — благочиние Выксунской епархии Русской православной церкви.
До 2012 года входило в Центральный округ Нижегородской и Арзамасской епархии и объединяло 17 приходов в трёх районах Нижегородской области: Вачском, Кулебакском, Навашинском. 
После создания Выксунской епархии было выделено Вачское благочиние.
Благочинный округа — протоиерей Димитрий Ивин, настоятель церкви в честь Святителя Николая в Кулебаках.

## Храмы благочиния

### Кулебакский район
1. село Велетьма: Никольская церковь (2003—2010)[3]
2. посёлок Гремячево: Казанская церковь (летний и зимний храмы), в советское время не закрывалась.[4]
  - Четыре святых источника: в честь Казанской иконы Божией Матери, который выходит прямо из-под Казанского храма; в честь иконы Божией Матери «Скоропослушница»; в честь святого Иоанна Богослова и в честь Архистратига Божиего Михаила[5]
3. деревня Знаменка: Церковь в честь царя-страстотерпца Николая II (заложена в 2011)[6] В июле 2012 года епископ Выксунский и Павловский Варнава совершил чин освящения крестов и звонницы.[7]
4. Кулебаки: Церковь Николая Чудотворца (возведение: 1996—2007)[8]
  - Молитвенный дом (1946)[8][9]
5. село Ломовка: Знаменская церковь (1889)
6. село Саваслейка: Церковь Михаила Архангела(1748 года постройки)
7. село Теплово: Троицкая церковь
8. село Шилокша: Церковь Михаила Архангела

### Навашинский район
1. село Большое Окулово: Церковь Воздвижения Креста Господня
2. село Горицы:  Часовня в честь Николая Чудотворца (2010)[10]. Построена в память о деревянной Никольской церкви, сожжённой в советское время.
3. село Дедово: Спасская церковь. Храм никогда не закрывался, паникадило в храме ещё со свечами.[11]
4. село Натальино: Покровская церковь
5. село Поздняково: Покровская церковь
6. посёлок Теша: Храм Христа Спасителя

### Вачский район
До 31 августа 2012 года в состав благочиния входили приходы:
1. село Арефино: Троицкая церковь
2. село Берёзовка: Церковь в честь Александра Невского. После закрытия использовалась как школа. По состоянию на 2010 год — как сельский магазин.[12]
  - Колокольня церкви Александра Невского. Была заложена до революции, достроена в 2010 году согласно сохранившимся чертежам.[12]
3. посёлок Вача: Церковь в честь святителя Тихона Амафунтского (2010)[13]
4. село Давыдово: Церковь Всех святых
5. село Дьяково: Церковь в честь святого великомученика Георгия Победоносца. Восстанавливается с 2005 года.[14]
6. село Жайск: Воскресенская церковь
7. село Казаково: Церковь Николая Чудотворца
8. село Новосёлки: Казанская церковь. В советское время храм был перестроен.[15] Первая Божественная литургия в восстанавливаемом храме состоялась 6 января 2011 года.[15]
9. село Чулково: Сретенская церковь

## Благочинные
- иерей Давид Игоревич Покровский (6 ноября 2009 года[16] — 14 июля 2011 года[17])
- иерей Дионисий Игоревич Покровский (с 14 июля 2011 года[18])
- протоиерей Димитрий Ивин (с 1 января 2013 года)